# Ronald Burt
 (novembre 2016).
Si vous disposez d'ouvrages ou d'articles de référence ou si vous connaissez des sites web de qualité traitant du thème abordé ici, merci de compléter l'article en donnant les références utiles à sa vérifiabilité et en les liant à la section « Notes et références ».
Ronald Stuart Burt (né en 1949 à Chicago) est un sociologue et universitaire américain.
Ses travaux scientifiques sont particulièrement cités dans le domaine de l'analyse des réseaux sociaux en fondant la théorie du "trou structural".

## Biographie
Dans un premier temps,  il étudie  la psychologie physiologique, pour continuer en psychologie sociale, finissant finalement son doctorat en sociologie orientation mathématiques.  Il a obtenu un baccalauréat en sciences sociales et comportementales de l'Université Johns Hopkins en 1971 et un doctorat en sociologie de l'Université de Chicago en 1977. Il a cherché une meilleure compréhension des affaires européennes en passant deux ans comme professeur de ressources humaines à INSEAD. Durant deux ans, il est nommé vice-président de l'apprentissage stratégique chez Raytheon Company afin de mieux comprendre les applications pratiques de sa recherche.
Il a rejoint la faculté de Chicago Booth en 1993. 
Il décrit l'université de Chicago comme un endroit où «le risque de nouvelles idées est plus élevé que partout ailleurs, parce que vous êtes continuellement exposé à la confrontation et la contradiction entre les idées".

## Activités scientifiques
Le fondement de ses travaux scientifiques sont l'étude comportementale des personnes en démontrant des phénomènes qui créent un avantage concurrentiel dans les carrières, les organisations et les marchés .

### Théorie du trou structural
En 1992 , il propose la notion de trou structural (structural hole) dans l’ouvrage Structural holes.
Ce concept se réfère à une absence de relation directe entre deux contacts d'un acteur donné qui se trouve alors en position de tertius gaudens (acteur par rapport auquel deux de ses contacts sont dans un trou structural).

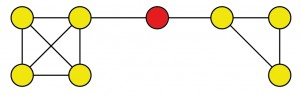
Exemple d'un graphe qui sépare des contacts non-redondants.

La figure ci-jointe présente le cas suivant : A est en relation avec B et C mais B et C ne sont pas directement liés. Cette position peut être plus intéressante encore si l’individu A fait le lien entre deux sous-groupes denses et isolés l’un de l’autre. Cette absence de relation directe fournit un avantage à l’acteur A dans la mesure où il est en position de bloquer une information, d’où l’utilisation du terme "brokerage" pour définir cette position dans le réseau. L’acteur en question peut également jouer sur les conflits entre les uns et les autres, d’où le terme de "tertius gaudens" utilisé pour le qualifier.
Par exemple, l’acteur en rouge est en position de "tertius gaudens" : il entretient des liens non-redondants avec deux sous-groupes distincts.
Cette absence de relation entre deux personnes permet à cette tierce personne de se placer en intermédiaire et donc de tirer avantage de la situation. Ses avantages sont de trois sortes : un accès plus rapide à l’information (l’information suit plus les voies formelles et hiérarchiques de diffusion); une information de meilleure qualité (l’information est non-redondante) ; un contrôle sur  la  diffusion  de l’information  (l’intermédiaire peut choisir quand et à qui il diffuse l’information ).
Repérer les trous structuraux peut se faire de manière visuelle pour les graphes peu denses de petite taille, la mesure de l’intermédiarité (betweenness) permettant de valider cette première impression : un acteur en position d’intermédiaire entre deux groupes aura nécessairement une centralité d’intermédiarité élevée (inversement, sa centralité de degré peut être très faible comme c’est le cas dans la figure ci-jointe).
Selon Burt, il  ne  peut  y  avoir  de  trous  structuraux  dans  des réseaux  contraignants. Un  réseau  est contraignant  lorsqu’il  est  trop  petit (peu de contacts), trop dense (les personnes sont trop fortement interconnectées entre elles), et/ou  hiérarchique (les  relations  directes  ou  indirectes  entre  individus  sont  concentrées  autour  d’un unique contact central). Finalement, la contrainte est nulle dans les grands réseaux de contacts non redondants (c’est  à dire  les  grands  réseaux  ayant des  trous  structuraux),  et  maximale  dans  les  petites  réseaux  de  contacts  fortement interconnectés (type  clique). La  contrainte  du  réseau,  fonction  de  sa  structure,  permet  donc  de  mesurer indirectement le capital social contenu dans celui-ci.

### Réseaux complets, confiance et réputation
Dans l'ouvrage , Ronald Burt  établit une passerelle entre les réseaux complets et les réseaux personnels en démontrant comment les réseaux s’articulent plutôt qu’ils ne s’opposent dans le cadre d’une théorie du capital social.
Il reconsidère  la théorie des trous structuraux en y introduisant les processus établissant la confiance et de la réputation à l’œuvre au sein des groupes d’individus en déclarant « la confiance est le tendon d’Achille de la théorie des trous structuraux ». La notion de  confiance est amplifiée dans les réseaux denses où les relations sont encastrées. La densité ne permet pas de garantir la confiance, mais elle réduit le risque.
En effet, Burt observe que la performance d’un groupe est supérieure quand celui-ci est dense (forte coordination entre les membres à l’intérieur du groupe) ET lié à de nombreux trous structuraux à l’extérieur du groupe (l’autonomie structurale procure des avantages compétitifs liés à l’accès, au contrôle et à la qualité de l’information détenue sur un marché donné). Le réseau dense fonctionne finalement comme « une suture organisationnelle qui renforce la coordination de part et d’autre du trou ».

### Principales publications
- "Network-related personality and the agency question: multirole evidence from a virtual world," American Journal of Sociology (2012).
- Neighbor Networks: Competitive Advantage Local and Personal, (Oxford University Press, 2010).
- “Commérages et réputation,” in Management et Réseaux Sociaux (Hermes-Lavoisier, 2008).
- With D. Ronchi, "Teaching executives to see social capital: results from a field experiment," Social Science Research (2007).
- Brokerage and Closure: An Introduction to Social Capital (Oxford University Press, 2005).